# Чистякова, Людмила Алексеевна
Людмила Алексеевна Чистякова (род. 1934) — свинарка совхоза «Вильповицы» Ломоносовского района Ленинградской области, Герой Социалистического Труда (1966).

## Биография
Родилась 26 марта 1934 года в городе Псков в многодетной семье рабочих.
В годы Великой Отечественной войны семья была отправлена в эвакуацию в Свердловскую область. В 1945 году вернулась с семьей в Псковскую область и с 1950 года стала работать в совхозе «Новосельский».
В 1955 году переехала в совхоз «Вильповицы» Ломоносовского района Ленинградской области.
С начала 1960-х годов — одна из лучших свинарок Ленинградской области. Неоднократный победитель районного и областного соревнования животноводов. Заочно окончила 8 классов и Беседский сельскохозяйственный техникум. В 1964 году вступила в КПСС.
Указом Президиума Верховного Совета СССР от 22 марта 1966 года за достигнутые успехи в развитии животноводства, увеличении производства и заготовок мяса Чистяковой Людмиле Алексеевне присвоено звание Героя Социалистического Труда с вручением ордена Ленина и золотой медали «Серп и Молот».
С 1979 года — бригадир строящегося животноводческого комплекса, где организовала чёткий цикл воспроизводства элитного молодняка свиней, а 1983 году бригада вырастила плановые 20 тысяч голов молодняка.
Живёт в деревне Оржицы Ломоносовского района.
Избиралась депутатом Ленинградского областного Совета, членом Ломоносовского райкома КПСС, обкома профсоюза работников сельского хозяйства и заготовок.

## Награды
- Герой Социалистического Труда (1966)
- Орден Ленина (1966)
- медали